# Stanydaletemplet
Stanydaletemplet är en ruin på Mainland, Shetlandsöarna, Skottland från yngre stenåldern. Den ligger på ett fält söder om den moderna byn Stanydale, ungefär 34 kilometer nordväst om Lerwick, nordost om byn Gruting. Byggnaden var en gång i tiden täckt med tak, men idag återstår endast en stor inhägnad med murade väggar. Syftet med byggnaden är oklart, men dess ovanliga storlek tyder på att den kan ha haft en gemensam funktion – eller att det var bostaden för en betydelsefull person.

## Omgivningar och datering
Byggnaden ligger på ett omkring 3,2 hektar stort fält som nästan helt omges av en kallmurad stenmur. Inom fältet finns två mindre stenhus och ungefär 30 stenrösen. Dessa stenar tros ha röjts undan från marken för att möjliggöra odling.
Bosättningen kan ha grundats omkring 2500–2000 f.Kr., då de första neolitiska jordbrukarna kom till Shetlandsöarna. Fynd av keramik visar att platsen även var bebodd under yngre bronsålder (1000–700 f.Kr.) och äldre järnålder (600–400 f.Kr.).

## Utformning
De mindre husen har båda ett stort centralt rum och några mindre utrymmen. Huvudbyggnaden är hälformad med en konkav fasad, vilket är typiskt för andra neolitiska byggnader på Shetland. Framför byggnaden finns en grund halvmåneformad gårdsplan. En nisch utanför ingången kan ha fungerat som vaktrum. Ingången till byggnaden sker genom ett kort och krökt gångsystem från förgården. Själva byggnaden omsluter ett ovalt rum på cirka 12,2 × 6,7 meter, med sex grunda nischer längs väggarna.
Vid utgrävningar har man hittat två stolphål längs rummets längdaxel, båda med förkolnade rester av granstolpar cirka 25 cm i diameter. Granarten, Picea abies (vanlig gran), är inte inhemsk i Skottland, och stolparna tros ha varit drivved från Skandinavien. I byggnadens golvlager har man också funnit kol från tall. Taket var troligen ett sadeltak av trä. Vid tiden för Stanydales uppförande fanns troligen få eller inga träd på ön, men mängden drivved måste ha varit stor, eftersom det skulle ha krävts cirka 700 meter virke för att konstruera taket. 

## Användning
Platsen undersöktes år 1949 av arkeologen Charles S. T. Calder, som tolkade Stanydale som ett tempel – en benämning som kommit att bestå. Han menade att byggnadens utformning påminde starkt om medelhavets tempel, och skrev: ”Det är nästan omöjligt att inte anta att de maltesiska templen är förebilderna för Stanydale och att de därigenom besvarar frågan om byggnadens syfte.” Senare arkeologer har ifrågasatt teorin om ett tempel, men är eniga om att byggnaden är unik på Shetland från denna tid, då den verkar ha varit avsedd för gemensamt bruk eller för en person av hög status.
Vid utgrävningar har man funnit skärvor av bägarkeramik samt flatbottnade krukor. Det har även påträffats brända kornkärnor och benrester från får och nötkreatur. I en av byggnaderna vid Stanydale har man hittat sadelkvarnar och kornslipare, som användes för att mala kornet.

## Galleri

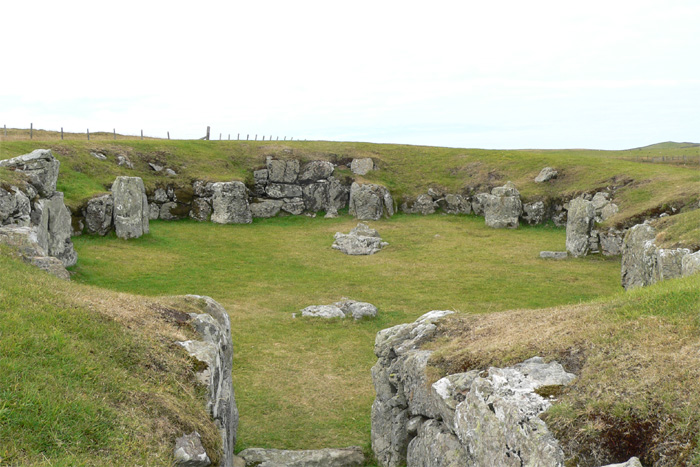
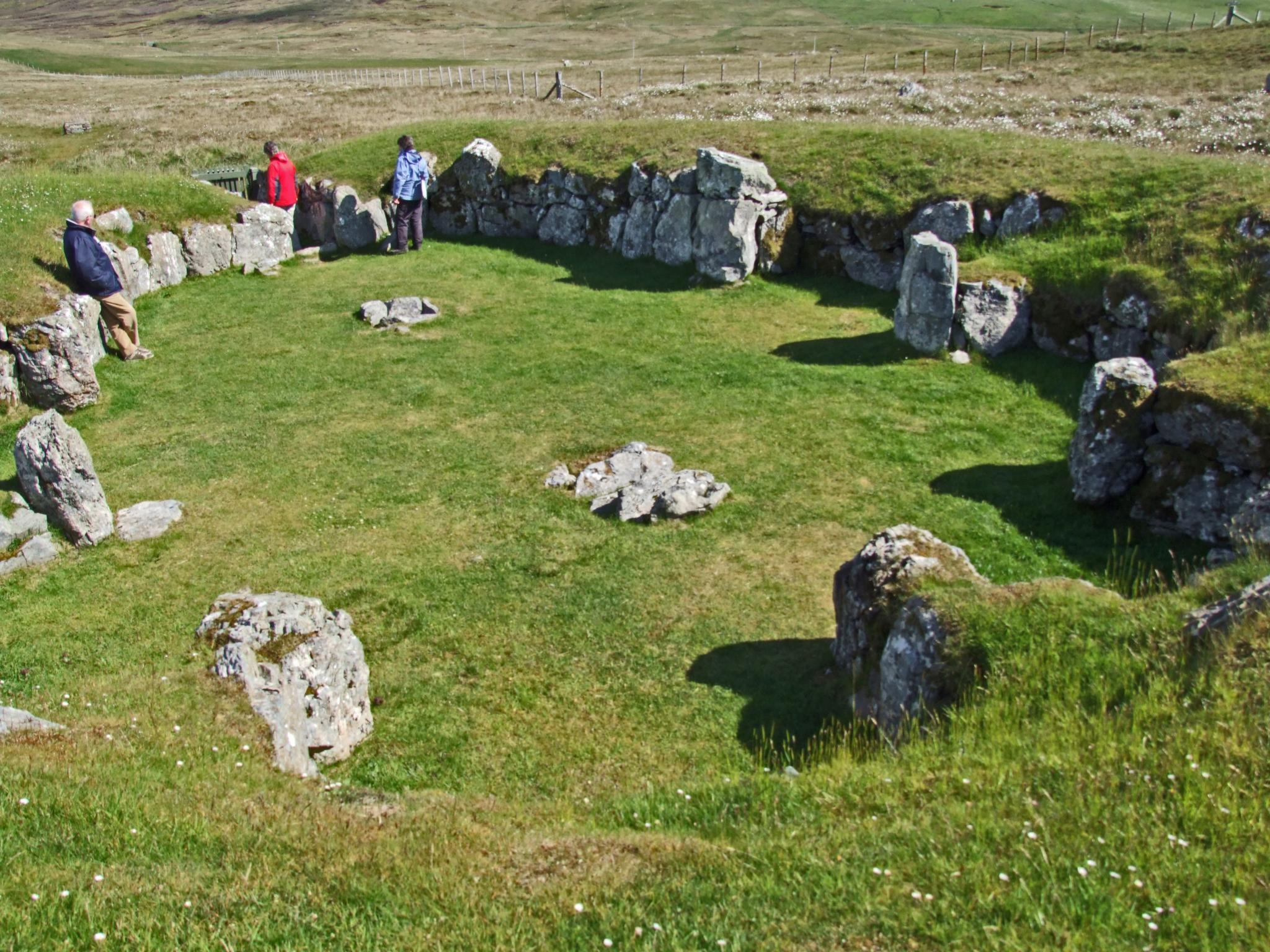
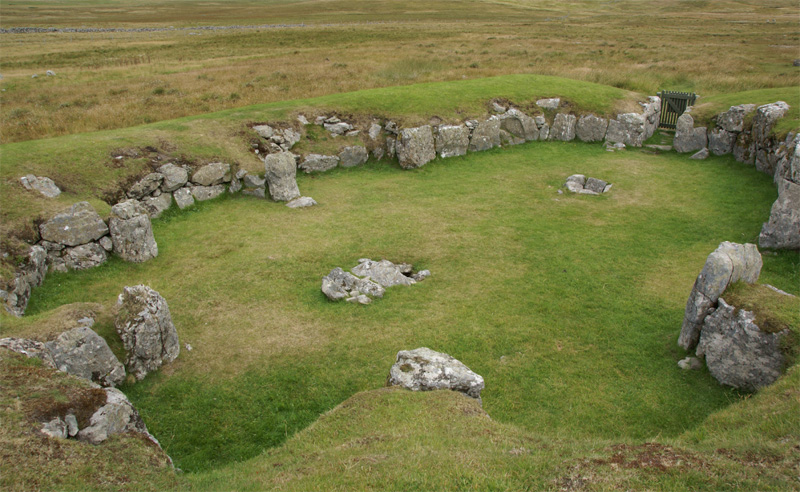
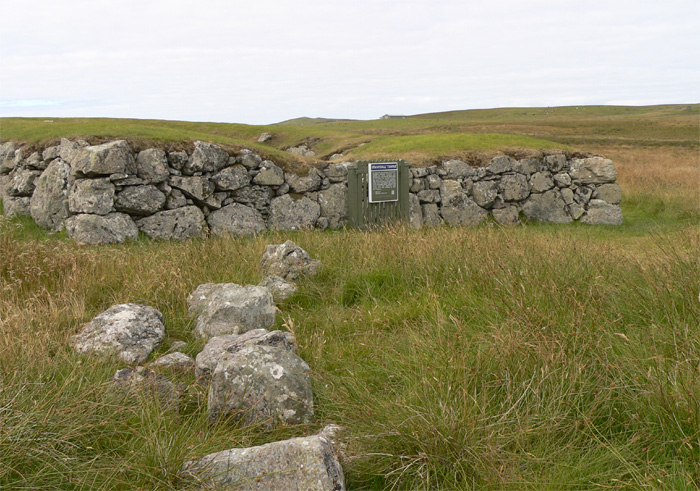